# اویس ملاح
اویس ملاحی (زادهٔ ۱۳۴۵، نوکنده، بندر گز، )، کشتی‌گیر آزادکار پیشین ایرانی است که نشان برنز جهان و سه نقرۀ مسابقات آسیایی و یک طلا و یک برنز بازی‌های آسیایی را کسب نموده است. این آزادکار در المپیک ۱۹۹۲ بارسلون هم حضور داشت و به مقام نهم رسید.

ملاحی در کسوت مربی‌گری سابقهٔ هدایت تیم منتخب استان گلستان، تیم بانک ملی گلستان و حضور در کادر فنی تیم ملی کشتی ایران را دارد.
اویس ملاحی، قهرمان اسبق تیم ملی که به دعوت منصور برزگر به عنوان مربی سازنده شهرستانی به جمع کادرفنی تیم ملی کشتی آزاد بزرگسالان دعوت شده است.

## زندگی شخصی
اویس ملاح در شهر نوکنده، از شهرهای معروف و سرشناس کشتی ایران و آسیا بدنیا آمد.
وی هم‌اکنون مشغول پرورش کشتی‌گیران تمام رده‌های سنی در زادگاهش نوکنده است.